# Stazione di Vicchio
Stazione di Vicchio vasútállomás Olaszországban, Vicchio településen.

## Vasútvonalak
Az állomást az alábbi vasútvonalak érintik:
- Pontassieve-Borgo San Lorenzo-vasútvonal

## Kapcsolódó állomások
A vasútállomáshoz az alábbi állomások vannak a legközelebb:
- Stazione di Dicomano
- Stazione di Borgo San Lorenzo-Rimorelli